# Marićevića jaruga
La Marićevića jaruga (en serbe cyrillique : Марићевића јаруга) ou, en français, la tranchée de Marićević, est un ensemble mémoriel situé à Orašac, dans la municipalité d'Aranđelovac, en Serbie. Il est situé à l'emplacement où fut décidé le lancement du Premier soulèvement serbe contre les Ottomans, le 15 février 1804, et là où Karađorđe Petrović (Karageorges) fut choisi comme chef de l'insurrection. En raison de son importance, le site a été inscrit sur la liste des sites mémoriels d'importance exceptionnelle de la République de Serbie. 

## Présentation
La Tranchée de Marićević reçoit chaque année la visite d'importants dignitaires de la République de Serbie, le 15 février étant le jour où l'on célèbre la création de l'État serbe moderne. Pour commémorer le lancement de l'insurrection, l'église d'Orašac a été construite en 1868 et 1870 ; une école mémorielle y a été bâtie en 1932 et une fontaine mémorielle, dans la tranchée, en 1954, pour marquer le 150e anniversaire de l'événement. Une statue de Karađorđe Petrović a été érigée en 2004 ; cette œuvre a été sculptée dans le marbre blanc d'Aranđelovac par Drinka Radovanović. En 1979, la Marićevića jaruga a été inscrite sur la liste des sites mémoriels d'importance exceptionnelle de la République de Serbie.